# 클로이 베넷
클로이 베넷(영어: Chloe Bennet, 1992년 4월 18일 ~ )은 미국의 배우, 가수이다. 마블 시네마틱 유니버스 기반 드라마 《에이전트 오브 쉴드》에서 천재 해커이자 초능력 슈퍼히어로 데이지 존슨(스카이, 퀘이크) 역으로 출연하고 있다. 중국계 미국인으로, 본명은 클로이 왕(Chloe Wang)이고 중국어 이름은 왕커잉(중국어: 汪可盈, 병음: Wāng Kěyíng 왕가영[*])이다.

## 삶과 경력
베넷은 1992년 미국 시카고에서 중국인 아버지와 미국인 어머니 사이의 혼혈아로 태어났다. 아버지 베넷 왕(Bennet Wang)은 중국인 은행가이고 어머니 스테퍼니 크레인은 미국인 내과의사였다. 처음에는 가수를 꿈꾸며 고등학교 졸업 후 중국 베이징으로 건너갔다. 그곳에 있는 동안 중국어를 공부했고, 국제 대중 음악 스타덤을 배우고 〈Uh Oh〉라는 중국어와 영어로 된 싱글 앨범을 발매했다. 뒤를 이어 영어로 된 〈Every Day In Between〉를 발매했다. 2010년경 미국으로 돌아와, 로스앤젤레스에서 배우 오디션을 보기 시작했다. 2011년에는 한국 보이그룹 빅뱅의 곡 〈Tonight〉 뮤직비디오에 출연하였다.
2012년부터 2013년까지 베넷은 ABC 드라마 내슈빌의 헤일리 역할에 반복하여 지원을 했고, 이전에는 틴닉 사의 《나이트라이프》에 출연하였다. 2012년 12월에 베넷은 2013년 9월 24일에 방영되는 ABC의 드라마 에이전트 오브 쉴드에 출연하기로 됐다.
2019년 9월에는 주연 성우로 출연한 애니메이션 영화 《스노우 몬스터》가 미국에서 개봉하였다. 가족과 떨어진 어린 예티를 발견하고 예티를 가족에게 되돌려 보내기 위해 모험을 떠나는 대장정을 다룬 이야기를 다룬 이 작품에서 클로이 베넷은 주인공 '이' 역을 맡았다. 영화 제작은 2010년에 시작되었으나 제작 기간이 길어져 베넷은 오랜 기간 기다려야 했다. 그러나 "이 역은 절대 놓칠 수 없을 만큼 매력적이었다"며 영화에 대한 기대감을 드러냈다.

## 사생활

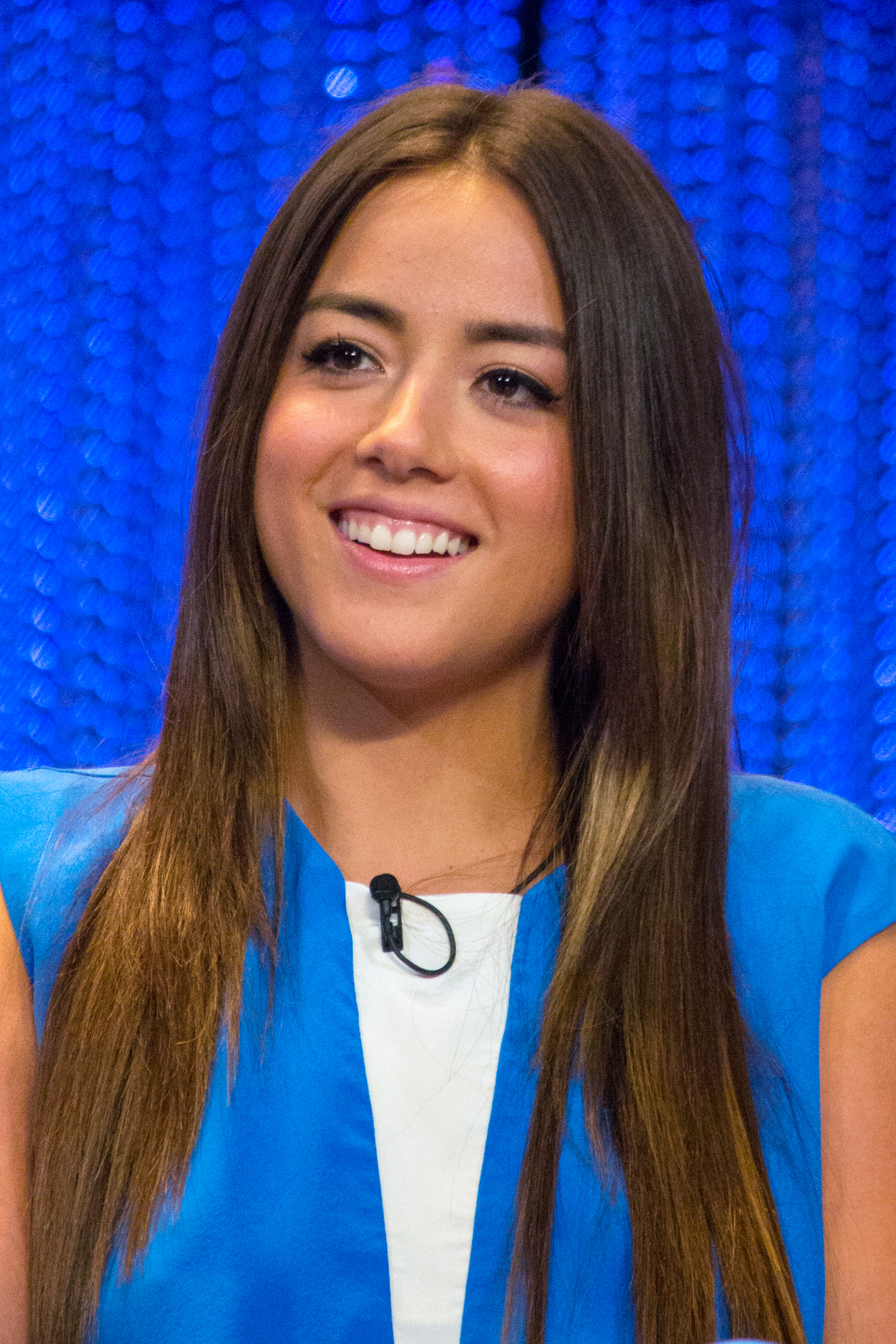
2014년 사진

중국인과 미국인의 혼혈인 베넷은 자신의 중국계로서의 정체성을 중시하고 아시아계 미국인에 대한 인종차별 이슈에 강하게 목소리를 내고 있다. 2016년 데일리 비스트지와의 인터뷰에서, 그녀는 오디션을 위해 예명을 중국계 성 '왕(Wang)'에서 어머니의 영어 성 '베넷(Bennet)'으로 바꿔야 했던 사연을 이야기했다. 사연에 따르면 원래 이름인 '클로이 왕'이었을 때는 오디션 연락이 오지 않다가 성을 바꾸고 나자 바로 캐스팅이 되었다고 하며, 이때가 '할리우드가 어떻게 움직이는지에 대해 들었던 말들이 매우 명확해지는 순간'이었다고 말하였다. 2017년에 백인 배우 에드 스크라인이 영화 《헬보이》의 벤 다이미오 역을 두고 원작에서 일본계 인물이라는 이유로 캐스팅 제안을 거절했을 때, 베넷은 스크라인의 결정을 지지하면서 "인종주의에 무감각하고, 아시아계 차별을 일삼는 할리우드에 반대 입장을 표명해준 스크라인에게 감사한다"라는 반응을 보였다.

## 출연작 목록

### 영화
| 연도 | 제목                         | 원제                                         | 배역                 | 비고       |
| ---- | ---------------------------- | -------------------------------------------- | -------------------- | ---------- |
| 2014 | 노스트라다무스               | Nostradamus                                  | 레인 피셔            | 단편       |
| 2015 | 팅커벨 6: 네버비스트의 전설  | Tinker Bell and the Legend of the NeverBeast | 체이스               | 애니메이션 |
| 2018 | 마블 라이징: 시크릿 워리어즈 | Marvel Rising: Secret Warriors               | 데이지 존슨 / 퀘이크 | 애니메이션 |
| 2019 | 스노우 몬스터                | Abominable                                   | 이                   | 애니메이션 |
| 2019 | 밸리 걸                      | Valley Girl                                  | 캐런                 |            |
| 2019 | 5년 후                       | 5 Years Apart                                | 에마                 |            |

### 텔레비전 드라마
| 연도    | 제목                     | 원제                            | 배역                          | 비고                                                   |  |
| ------- | ------------------------ | ------------------------------- | ----------------------------- | ------------------------------------------------------ |  |
| 2010    | 나이트라이프             | The Nightlife                   | 본인                          | 클로이 왕 명의                                         |  |
| 2012    | 인터셉트                 | Intercept                       | 테스                          | 미방영 작품                                            |  |
| 2012-13 | 내슈빌                   | Nashville                       | 헤일리                        | 4회분 출연                                             |  |
| 2013-20 | 에이전트 오브 쉴드       | Marvel's Agents of S.H.I.E.L.D. | 데이지 존슨 / 스카이 / 퀘이크 | 주인공                                                 |  |
| 2014    | 버스데이 보이즈          | The Birthday Boys               | 버나                          | "Love Date Hump" 에피소드                              |  |
| 2015    | 제이크와 네버랜드 해적들 | Jake and the Never Land Pirates | 스위프티 (목소리 출연)        | "Flight of the Feathers/Captain Hookity Hook" 에피소드 |  |

### 웹 드라마
- 에이전트 오브 쉴드: 슬링샷(2016) - 데이지 존슨 / 퀘이크

### 뮤직비디오
- 빅뱅 - 〈Tonight〉(2011)